# Pietro Sammartini
Pietro Sammartini (18 de septiembre de 1636 — †1 de enero de 1701) fue un organista y compositor del Barroco italiano.

## Vida
Nace en Florencia en 1636 de una modesta familia, siempre fiel a la casa Médici. En 1669 se emplea como músico en la corte de los Médici y en 1686 es nombrado maestro de capilla de la catedral de Florencia, cargo que mantiene hasta su muerte en 1701.

## Obra
En vida, Sammartini publicó una serie de composiciones instrumentales, de las que no se conservan más que «10 Sonatas o sinfonías para violín, violonchelo y viola con bajo continuo, op. II», publicada en Florencia en 1688.

### Otros trabajos
- Partitura de motetti, a voce sola y b.c. Op.1 (Florencia, 1685).
- Beatus virgine, 5 piezas vocales e instrumentales (1692).
- Miserere.
- 50 salmos.
- 7 Óperas, entre ellas La rivalità favorevole (X. Aragona), (Florencia, 1668) de la que solo se conoce el libreto.
- Oratorio di S Cecilia (Florencia, 1692), solo se conserva el libreto.
- Missa Veni sponsa Christi, 18 piezas.
- Missa bellica, 9 piezas.
- Aria da camera, (3 partes).